# L'Incal
L'Incal és una sèrie francesa de còmics de ciència-ficció escrita per Alejandro Jodorowsky i dibuixada per Mœbius. La seva publicació va començar el desembre de 1980 a Métal hurlant i els seus sis àlbums van ser publicats entre 1981 i 1988 per Les Humanoïdes associés sota el títol Une Aventure de John Difool. L'estudi oficial de Jean Annestay titulat Les mystères de l'Incal, publicat l'any 1989, conté una darrera història inèdita. A partir de 1998, el títol de la sèrie es va convertir en L'Incal. El 2003-2004, la sèrie sencera va ser recolorida per ordinador per Valérie Beltran. L'èxit d'aquesta sèrie va portar a Jodorowsky a desenvolupar l'univers Incal després de la seva conclusió a través de mitja dotzena de noves sèries en col·laboració amb diferents dibuixants.

## Univers

### Sinopsi
En un futur llunyà i distòpic, el detectiu privat John Difool rep l'Incal de la Llum, una piràmide blanca amb poders extraordinaris, de mans d'un Berg moribund (unextraterrestre d'una altra galàxia). L'Incal és desitjat per moltes faccions que volen utilitzar-lo per al seu propi benefici: els Techno-Technos (una secta de científics); el Prez i els seus geperuts (el Prez és el cap d'estat-dictador del planeta); l'Imperatoratriu: líder andrògin (bessons mascle-dona units per l'esquena) de la galàxia i dels Bergs. En escapar, Difool es veu arrossegat a una aventura que està completament més enllà d'ell i el transforma en el salvador de dues galàxies.

### Personatges
- John Difool, «detectiu privat de classe baixa (R)», sobrenomenat JDF pels seus companys aventurers i amics. La història de John Difool se'ns presenta amb detall a Avant l'Incal. És el fill amagat d'una de les prostitutes de l'anell vermell. Es va formar en tant que detectiu de classe (R) participant en una investigació per determinar el destí dels fills de les prostitutes de l'Anell Roig. Aquesta investigació el va portar a esferes molt altes i li va valer una remodelació de la memòria. És així, amb un impecable rentat de memòria, que John Difool comença les aventures a la sèrie L'Incal.
- L'Incal, un ésser amb poders misteriosos i aclaparadors compost per dos elements, l'Incal llum i l'Incal negre. Contràriament al que indica el seu nom, l'Incal Negre no és dolent. Més que un ésser, l'Incal és una entitat pròpia de cada civilització. Així, l'Incal que es presenta a la sèrie és el de l'època daurada de la societat humana però, a l'àlbum La Cinquième essence 2 (volum 6), assistim a l'inici del procés de creació de l'Incal Berg.
- Deepo, la gavina de formigó de John Difool (generalment més intel·ligent i més astuta que ell) que adquireix la capacitat de parlar després que JDF li faci empassar l'incal llum per amagar-la, incident que passa al volum 1.
- Animah, guardiana de l'Incal llum i mare de Solune, encarna la pau i l'amor. A petició de l'Incal, haurà de fer-se passar per una «homéoputa» i convertir-se en l'amant d'una nit de John Difool. D'aquesta unió en naixerà Solune, la tutela de la qual confiarà al Méta-Baró. Més tard, s'acabarà enamorant de John Difool, pel qual al principi només sentia menyspreu, frustrant així les ambicions del cobdiciós Méta-Baró.
- L'andrògin Solune, fill adoptiu del Méta-Baró i fill biològic d'Animah i John Difool. Com la seva mare, Solune té poders psíquics i resulta ser una mena de «profeta» de l'incal.
- El Méta-Baró, un assassí conegut com el caçador de recompenses més gran de tot el sistema des del naixement de JDF. Va ser ell qui va rebre l'encàrrec de criar l'andrògin Solune, fill d'Animah i John Difool.
- Tanatah, guardiana de l'incal negre i germana d'Animah. És ella qui captura el fill adoptiu del Meta-Baró, Solune, per obligar-lo a matar John Difool i entregar-li el seu cos així com l'Incal llum (el té en la seva possessió fins al final del volum 1). És la cap d'Amok, un grup de marginats que es rebel·len contra el poder central.
- Kill tête de chien (lit. Kill cap de gos), un mercenari empleat per Tanatah. Manté un odi amarg per John Difool des que li va perforar l'orella.
- El Prez, president del sistema, clonat moltes vegades i membre de la casta dels «aristos».

## Inspiració
La història de l'Incal es construeix al voltant de nocions d'alquímia. De fet, tots els títols dels àlbums hi fan referència:
- l'obra en blanc per a «l'Incal llum», l'obra en negre per a «l'Incal negre» són les dues primeres fases de la Gran Obra (o Opus magnum).
- «Ce qui est en bas» (lit. Què hi ha allà baix) i «Ce qui est en haut» (lit. El que hi ha a dalt) són conceptes derivats del mètode alquímic de l'analogia,
- «La cinquième essence» (lit. La cinquena essència) o quintaessència, (vegeu els descobriments científics dels alquimistes) completa els Quatre elements de Plató (terra, aigua, aire, foc).

Des del primer àlbum, John Difool es divideix entre aquests quatre elements.
L'última pàgina de «La cinquième essence» (lit. La cinquena essència) evoca el personatge d'ORH, sent l'or l'etapa definitiva en la transmutació dels metalls.
Per la seva banda, el personatge d'Animah s'inspira en l'anima de Carl Gustav Jung, que representa el vessant femení de cada home (l'animus és el masculí). Se sap que el mateix Jung estava interessat en la relació entre la psicoanàlisi i l'alquímia.
La inspiració és també d'ordre cabalistic o almenys basada en nocions de l'hebreu. El personatge «OHR» és l'encarnació de la llum (en hebreu: ohr, אור), i s'hi accedeix a través de l'etapa espiritual superior de «DAATH» (en hebreu: daath, דַעַת = saber, coneixement).

## Al voltant de la sèrie
La sèrie és una barreja d'space opera, de metafísica i una sàtira de la societat moderna en general i dels pitjors defectes dels éssers humans (presentats sovint pel mateix Difool). De fet, l'aspecte grandiós dels esdeveniments sempre es compensa amb la covardia i l'egoisme de Difool. En aquest sentit, John Difool es pot descriure com un exemple típic d'antiheroi.
El còmic L'Incal és el primer cicle del que després esdevingué l'univers dels Méta-Barons. Jodorowsky va continuar la sèrie amb el dibuix de Zoran Janjetov (John Difool avant l'Incal) i Juan Giménez (La Caste des Méta-Barons).
L'inici de la sèrie pren diversos elements del còmic The Long Tomorrow de Dan O'Bannon i Mœbius, creada el 1975 i 1976.
Sèries derivades
- Avant l'Incal
- Aprèses l'Incal, sèrie abandonada després del primer volum
- Final Incal, que segueix la història de Après l'Incal
- La Caste des Méta-Barons
- Méta-Baron
- Les Technopères
- Megalex

## Publicacions

### Revistes periòdiques
- Alejandro Jodorowsky (guió) i Mœbius (dibuix), Une aventure de John Difool, a Métal hurlant:

58. Incal noir: Les Nuits de l’anneau rouge, desembre de 1980.
59. Incal noir: Le Bal de l'Incal, gener de 1981.
60. Incal noir: Son ophidité majeure, febrer de 1981.
61. Incal noir: Techno technos, març de 1981
62. Incal noir: Meta-baron, abril de 1981.
63. Incal lumière: Ove tenebrae, maig de 1981.
64. Incal lumière: Panique sur l’extérieur interne, juny de 1981.
65. Incal lumière: Animah !, juliol de 1981.
66. Incal lumière: Neuraztenik class struggle, agost de 1981.
67. Incal lumière: Imperoratriz, setembre de 1981.
68. Incal lumière: Lac d’acide, octubre de 1981.
86. Ce qui est en bas: The Psycho-rats, abiel de 1983
87. Ce qui est en bas: À travers la décharge, maig de 1983.
88. Ce qui est en bas: La Planète d’or, juny de 1983.
89. Ce qui est en bas: Forêt de cristal, juliol de 1983.
90. Ce qui est en bas: La Porte de la transfiguration, agost de 1983.
107-111. Ce qui est en haut, gener-maig de 1985.

### Àlbums
- Alejandro Jodorowsky (guió) i Mœbius (dibuix), Une aventure de John Difool, Les Humanoïdes associés, col. "Eldorado»:

1. L'Incal noir, colors d'Yves Chaland, maig de 1981.
2. L'Incal lumière, colors d'Isabelle Beaumenay-Joannet, gener de 1982.
3. Ce qui est en bas, colors d'Isabelle Beaumenay-Joannet, setembre de 1983.
4. Ce qui est en haut, colors d'Isabelle Beaumenay-Joannet, juny de 1985.
5. La Cinquième Essence, part 1: Galaxie qui songe, colors de Zoran Janjetov, gener de 1988.
6. La Cinquième Essence, part 2: La Planète Difool, colors de Zoran Janjetov, juny de 1988.

- Jean Annestay (amb Alejandro Jodorowsky i Mœbius), Les Mystères de l'Incal, Les Humanoïdes Associés, novembre de 1989.
- Alejandro Jodorowsky (guió), Mœbius (dibuix), i diversos coloristes, L'Incal, Les Humanoïdes associés, 1998-1999. La sèrie canvia de nom. A la portada apareixen els subtítols dels volums cinc i sis.
- Alejandro Jodorowsky (guió), Mœbius (dibuix) i Valérie Beltran (colors), L'Incal, Les Humanoïdes associés, 2003-2004. Edició recolorida dels sis primers volums.

## Influències
La sèrie ha estat catalogada per una part de la crítica com a ciència-ficció ciberpunk. És el cas de France Inter el 2020, que el cita com a exemple d'un còmic d'aquest gènere. El 2018, Le Point el va incloure en la seva selecció de «7 còmics essencials de ciència-ficció», especificant que segons el mateix diari es tracta d'obres emblemàtiques del còmic.
L'Incal és citat regularment al costat de Blueberry com l'obra insígnia de Mœbius, i fins i tot serveix com a recordatori de qui va ser el seu dibuixant. Posteriorment, amb motiu de l'edició completa de L'Incal, Le Progrès indicà que aquesta sèrie forma part d'una de les més famoses «perles» del còmic que va crear aquest artista. El 2014, el New York Times va citar particularment L'Incal per tal de presentar l'obra de Jodorowsky.
El 2019, el diari suís Le Temps va designar L'Incal com a «cimera del còmic». La sèrie encara va ser citada el 2020 pel diari francès Sud Ouest entre els «còmics que van canviar els còmics», de BFM-TV com a «monument del 9è art». El mateix any, Les Échos el va citar entre «10 còmics que van batre rècords de longevitat», especificant que aquesta sèrie de sis àlbums va tenir una gran influència en el 9è art (còmic) així com en 7è art (cinema), fins i tot als Estats Units. El 2019, la revista nord-americana Rolling Stone la va classificar en la seva selecció de les 50 millors novel·les gràfiques de no superherois («The 50 Best Non-Superhero Graphic Novels»).

## Premis
- 1989 - Premi Harvey a la millor edició americana d'una obra estrangera per L'Incal
- 1998 - Premi Micheluzzi al millor volum (reedició) per L'Incal lumière.